# Hamburg (D-181)
L'Hamburg (pennant number D-181 e secondo la designazione NATO: FGS Hamburg) è stato un cacciatorpediniere leader dell'omonima classe, terza nave della Deutsche Marine a prendere il nome dalla città-stato Amburgo.
Il contratto di costruzione venne assegnato alla H. C. Stülcken Sohn di Amburgo e l'impostazione della chiglia avvenne il 29 gennaio 1959. Il 26 marzo 1960 avvenne il varo ed entrò in servizio il 23 marzo 1964 con l'allora fregattenkapitän Karl-Theodor Raeder al comando. Venne radiata il 24 febbraio 1994 dopo quasi trent'anni di servizio.

## Storia
La nave, inizialmente impostata come cacciatorpediniere “ZA” con numero di costruzione 890, entrò in servizio in ritardo a causa di un'esplosione nel castello di prua. 
In seguito alle prove in mare, l'Hamburg venne assegnato al 1. Zerstörergeschwader (in italiano: 1º Squadrone di cacciatorpediniere) con base a Kiel. Il 1° aprile 1965, quando il 2. Zerstörergeschwaders fu istituito a Wilhelmshaven, la nave fu posta sotto il suo controllo.
Dal 1975 al 1976 l'Hamburg fu modernizzato alla Classe 101A, ovvero un miglioramento della propria classe. Tra le altre cose, ricevette un armamento più moderno con missili Exocet MM 38 e un ponte chiuso e più grande.
Durante la guerra fredda e nel periodo successivo fu svolto il consueto servizio di addestramento e permanenza. Il cacciatorpediniere veniva spesso utilizzato nelle formazioni NATO. Nel 1984 prestò servizio come nave ammiraglia per il primo dispiegamento della Germania da leader della SNFL (Task Force Atlantica della NATO).
Solo poco prima della fine del suo servizio l'Hamburg prese parte ad una missione militare attiva, il blocco navale della Jugoslavia nell'ambito dell'operazione Sharp Guard tra il 1992 e il 1993 nell'Adriatico.
Il 20 febbraio 1994  l'Hamburg, dopo quasi trent'anni di servizio, fu dismesso. Nel 1998 fu venduto per la rottamazione dal governo federale tramite la società fiduciaria Vebeg alla società Navales dove venne poi successivamente portato in Spagna e lì demolito.

## Comandanti
Lista di comandanti del FGS Hamburg e relativa data di assunzione del comando:
1. Fregattenkapitän Karl-Theodor Raeder: 1 settembre 1963;
2. Fregattenkapitän Siegfried Thiel: 1 aprile 1965;
3. Fregattenkapitän Ansgar Bethge: 1 agosto 1967;

Carica vacante: 1 febbraio 1968 - 31 dicembre 1968;
1. Fregattenkapitän Horst Voigt: 1 gennaio 1969;
2. Fregattenkapitän Ewald Schmidt: 12 maggio 1970;

Carica vacante: 1 gennaio 1972 - 30 settembre 1972;
1. Fregattenkapitän Helmut Kähler: 1 ottobre 1972;

Carica vacante: 1 settembre 1975 - 31 marzo 1976;
1. Fregattenkapitän Heinz Böttcher: 1 aprile 1976;
2. Kapitän zur See Johannes Haß: 1 ottobre 1978;
3. Fregattenkapitän Klaus Wiedmann: 1 aprile 1981;
4. Kapitän zur See Ulrich Fricke: 20 febbraio 1984;
5. Fregattenkapitän Eick von Blanc: 26 marzo 1986;
6. Fregattenkapitän Josef Nowatzki: 25 settembre 1987;
7. Fregattenkapitän Rüdiger Götting: 28 giugno 1990;
8. Fregattenkapitän Hans-Joachim Rutz: 28 febbraio 1992;
9. Kapitän zur See Peter Görg: 28 agosto 1993;
10. Kapitänleutnant Peter Fuchs: 1 ottobre 1993;